# J. Pat O'Malley
James Patrick Francis O'Malley, nome completo di J. Pat O'Malley (Burnley, 15 marzo 1904 – San Juan Capistrano, 27 febbraio 1985), è stato un attore e doppiatore britannico.

## Biografia
Nel 1936 sposò Margaret Mullen, con cui rimase fino alla morte; ebbero due figli.
Morì nel 1985, all'età di 80 anni, per una malattia cardiovascolare.

## Filmografia parziale

### Cinema
- The Heart of Humanity, regia di Allen Holubar (1918)
- Brothers Under the Skin, regia di E. Mason Hopper (1922)
- A Game Chicken, regia di Chester M. Franklin (1922)
- The Teaser, regia di William A. Seiter (1925)
- Orgoglio (Proud Flesh), regia di King Vidor (1925)
- I demoni dell'aria (Hell Divers), regia di George W. Hill (1931)
- Sangue ribelle (Call Her Savage), regia di John Francis Dillon (1932)
- The Shadow of the Eagle, regia di B. Reeves Eason e Ford Beebe (1932)
- Frisco Jenny, regia di William A. Wellman (1932)
- L'ultima prova (His Brother's Wife), regia di W.S. Van Dyke (1936)
- I ribelli dei sette mari (Captain Caution), regia di Richard Wallace (1940)
- Paris Calling, regia di Edwin L. Marin (1941)
- Torna a casa, Lassie! (Lassie Come Home), regia di Fred McLeod Wilcox (1943)
- Thumbs Up, regia di Joseph Santley (1943)
- Le bianche scogliere di Dover (The White Cliffs of Dover), regia di Clarence Brown (1944)
- Il tesoro di Vera Cruz (The Big Steal), regia di Don Siegel (1949)
- I Love Melvin, regia di Don Weis (1953)
- Vita inquieta (The Girl Who Had Everything), regia di Richard Thorpe (1954)
- L'invasione degli ultracorpi (Invasion of the Body Snatchers), regia di Don Siegel (1956)
- La pistola sepolta (The Fastest Gun Alive), regia di Russell Rouse (1956)
- Four Boys and a Gun, regia di William Berke (1957)
- La lunga estate calda (The Long, Hot Summer), regia di Martin Ritt (1958)
- Courage of Black Beauty, regia di Harold D. Shuster (1958)
- Blueprint for Robbery, regia di Jerry Hopper (1961)
- Il gabinetto del Dr. Caligari (The Cabinet of Caligari), regia di Roger Kay (1962)
- Professore a tuttogas (Son of Flubber), regia di Robert Stevenson (1963)
- Tamburi ad ovest (Apache Rifles), regia di William Witney (1964)
- Madame P... e le sue ragazze (A House Is Not a Home), regia di Russell Rouse (1964)
- Gli indomabili dell'Arizona (The Rounders), regia di Burt Kennedy (1965)
- Peter Gunn: 24 ore per l'assassino (Gunn), regia di Blake Edwards (1967)
- Hello, Dolly!, regia di Gene Kelly (1968)
- Un giorno... di prima mattina (Star!), regia di Robert Wise (1968)
- Non stuzzicate i cowboys che dormono (The Cheyenne Social Club), regia di Gene Kelly (1970)
- Willard e i topi (Willard), regia di Daniel Mann (1971)
- Il magliaro a cavallo (Skin Game), regia di Paul Bogart (1971)
- Getting Away from It All, regia di Lee Philips (1972)
- La corsa più pazza del mondo (The Gumball Rally), regia di Chuck Bail (1976)
- Agenzia divorzi (Cheaper to Keep Her), regia di Ken Annakin (1981)

### Televisione
- Lights Out – serie TV, 4 episodi (1951-1952)
- Il club di Topolino (The Mickey Mouse Club) – programma televisivo (1955-1996)
- Spin e Marty (Spin and Marty) – serie TV (1955-1957)
- TV Reader's Digest – serie TV, episodi 2x22-2x28 (1956)
- Maverick – serie TV, 2 episodi (1958-1959)
- Peter Gunn – serie TV, episodi 1x03-2x11-3x34 (1958-1961)
- Rescue 8 – serie TV, episodio 1x16 (1959)
- Yancy Derringer – serie TV, episodio 1x32 (1959)
- Mr. Lucky – serie TV, episodio 1x04 (1959)
- Johnny Staccato – serie TV, episodi 1x05-1x27 (1959-1960)
- Gli uomini della prateria (Rawhide) – serie TV, episodi 2x06-2x31 (1959-1960)
- Have Gun - Will Travel – serie TV, 2 episodi (1959-1960)
- Lo sceriffo indiano (Law of the Plainsman) – serie TV, episodi 1x01-1x08-1x29 (1959-1960)
- La valle dell'oro (Klondike) – serie TV, episodio 1x09 (1960)
- I detectives (The Detectives) – serie TV, episodio 1x27 (1960)
- Il magnifico King (National Velvet) – serie TV, episodio 1x06 (1960)
- Outlaws – serie TV, episodio 1x10 (1960)
- Carovana (Stagecoach West) – serie TV, episodio 1x10 (1960)
- Ricercato vivo o morto (Wanted: Dead or Alive) – serie TV, episodio 3x10 (1960)
- Ai confini della realtà (The Twilight Zone) – serie TV, 4 episodi (1960-1964)
- Hawaiian Eye – serie TV, episodio 2x37 (1961)
- Hong Kong – serie TV, episodio 1x23 (1961)
- Avventure in paradiso (Adventures in Paradise) – serie TV, episodi 2x24-3x23 (1961-1962)
- Thriller – serie TV, 3 episodi (1961-1962)
- Bus Stop – serie TV, episodio 1x19 (1962)
- Going My Way – serie TV, episodi 1x02-1x24 (1962-1963)
- Bonanza – serie TV, episodio 4x32 (1963)
- Ben Casey – serie TV, episodio 3x09 (1963)
- La legge del Far West (Temple Houston) – serie TV, episodio 1x12 (1963)
- Il mio amico marziano (My Favorite Martian) – serie TV (1963-1966)
- Il virginiano (The Virginian) – serie TV, 3 episodi (1963-1967)
- Io e i miei tre figli (My Three Sons) – serie TV, episodio 4x35 (1964)
- The Greatest Show on Earth – serie TV, episodio 1x28 (1964)
- La legge di Burke (Burke's Law) – serie TV, episodio 3x07 (1965)
- Honey West – serie TV, episodio 1x10 (1965)
- Branded – serie TV, episodi 2x06-2x08 (1965)
- Strega per amore (I Dream of Jeannie) – serie TV (1965-1970)
- Shane – serie TV, episodio 1x12 (1966)
- Corri e scappa Buddy (Run Buddy Run) – serie TV, episodio 1x03 (1966)
- The Rounders – serie TV (1966-1967)
- Hondo – serie TV, episodio 1x13 (1967)
- Selvaggio west (The Wild Wild West) – serie TV, episodio 3x24 (1968)
- Sui sentieri del West (The Outcasts) – serie TV, episodio 1x25 (1969)
- Maude – serie TV (1972-1978)
- Barney Miller – serie TV (1974-1982)

### Doppiatore
- Le avventure di Ichabod e Mr. Toad (The Adventures of Ichabod and Mr. Toad), regia di Jack Kinney, Clyde Geronimi e James Algar (1949)
- Alice nel Paese delle Meraviglie (Alice in Wonderland), regia di Clyde Geronimi, Wilfred Jackson e Hamilton Luske (1951)
- Golia, piccolo elefante (Goliath II), regia di Wolfgang Reitherman (1960)
- La saga di Windwagon Smith (The Saga of Windwagon Smith), regia di Charles August Nichols (1961)
- La carica dei cento e uno (One Hundred and One Dalmatians), regia di Wolfgang Reitherman, Hamilton Luske e Clyde Geronimi (1961)
- Mary Poppins, regia di Robert Stevenson (1964)
- Il libro della giungla (The Jungle Book), regia di Wolfgang Reitherman (1967)
- Robin Hood, regia di Wolfgang Reitherman (1973)

## Doppiatori italiani
- Manlio Guardabassi in Torna a casa, Lassie![1] (ed. 1948)
- Gino Baghetti ne La lunga estate calda[2]
- Luigi Pavese in Hello, Dolly![3]
- Gianfranco Bellini in Torna a casa, Lassie! (ed. 1975)

Da doppiatore è sostituito da:
- Luigi Pavese in Golia piccolo elefante, Il libro della giungla (Col. Hathi)
- Vinicio Sofia in Alice nel paese delle meraviglie (Pinco Panco, Carpentiere)
- Mauro Zambuto in Alice nel paese delle meraviglie (Panco Pinco)
- Mario Besesti in Alice nel paese delle meraviglie (Tricheco)
- Giorgio Capecchi ne La carica dei cento e uno (Colonnello)
- Renato Turi ne La carica dei cento e uno (Gaspare)
- Manlio Guardabassi in Mary Poppins (Giubba Rossa)[4]
- Carlo Romano ne Il libro della giungla (Buzzie)
- Arturo Dominici in Robin Hood
- Gianni Williams ne Le avventure di Ichabod e Mr. Toad (ed. 1987)[5]
- Danilo De Girolamo ne Le avventure di Ichabod e Mr. Toad (ed. 2003)[6]